# Харловская
Харловская — деревня в Пудожском районе Республики Карелия (Россия). Входит в состав Пудожского городского поселения.

## География
Деревня расположена на левом берегу реки Водла, в 2,5 км к западу от районного центра города Пудож и в 2 км к северу от соседней деревни Филимоновской, располагающейся также на берегу Водлы. На противоположном правом берегу реки, на некотором удалении от русла, находится озеро Сарозерко, далее за ним — центральная часть Пудожа. Севернее Харловской — устье реки Рагнукса, правого притока Водлы. В северной и северо-западной части деревни находятся в значительном количестве садовые участки с дачами. С севера, запада и частично с юга населённый пункт окружён лесами с многочисленными болотистыми участками. Растут в этих местах преимущественно сосна, ель, берёза. В северо-западном направлении, за лесами, также на берегу реки ниже по течению (Водла здесь, делая излучину, поворачивает на запад), стоит посёлок Подпорожье. Юго-западнее Харловской, в лесах, у дороги Филимоновская—Подпорожье, отмечено урочище Островки.

## История
Деревня Харлова уже присутствует на Подробной карте Российской империи и близлежащих заграничных владений (так называемой «Столистовой карте»), составленной в 1801—1804 годах силами Депо карт (издания 1816 года). На Специальной карте Западной части Российской империи Ф. Ф. Шуберта 1832 года издания Харлова — населённый пункт размером от 5 до 20 дворов. Во второй половине 1860-х годов, по сведениям Специальной карты Европейской России И. А. Стрельбицкого, составленной в 1865—1871 годах (лист 54, издан в 1870 году), деревня, уже с названием Харловская, насчитывала от 20 до 30 дворов, являясь одним из наиболее крупных поселений в окрестностях Пудожа.
Деревня входила в состав Филимоновского общества Коловской волости Пудожского уезда Олонецкой губернии. Относилась к 1-му стану (из двух, на которые делился уезд), становая квартира располагалась в находящемся неподалёку уездном городе. По сведениям 1873 года, в деревне проживало 150 человек в 29 дворах, из них 79 мужчин и 71 женщина. Имелась православная часовня. К 1905 году в Харловской насчитывалось 95 мужчин и 106 женщин, всего 201 человек в 39 дворах и 45 семьях. В крестьянских хозяйствах деревни было 80 коров, 61 лошадь и 100 голов прочего скота.

## Население
| 2002 | 2010 | 2013 |
| ---- | ---- | ---- |
| 25   | ↘9   | ↘8   |

По состоянию на 1986 год в деревне проживало около 20 человек. По данным Всероссийской переписи населения 2002 года, из 25 жителей (12 мужчин и 13 женщин) 80 % населения составляли русские.